# Ryjówka popielata
Ryjówka popielata (Sorex cinereus) – gatunek ssaka z rodziny ryjówkowatych (Soricidae).

## Średnie wymiary
- Długość ciała: 4,5–9,5 cm
- Długość ogona: 2,5–8 cm

## Występowanie
Występuje w wilgotnych lasach od północy Ameryki Północnej do Nowego Meksyku. Zdarza się również, że ryjówkę popielatą można spotkać w suchszych rejonach amerykańskiego kontynentu.

## Tryb życia
Wiedzie zazwyczaj podziemny tryb życia w norach opuszczonych przez inne zwierzęta lub wykopanych przez siebie, oraz w ich pobliżu. Ryjówka popielata jest aktywna przez całą dobę. U tej ryjówki występuje zazwyczaj 7 okresów intensywnego żerowania w ciągu doby. Żywi się przede wszystkim dżdżownicami, ślimakami oraz innymi bezkręgowcami. Ryjówka popielata prowadzi samotniczy tryb życia. Samice i samce spotykają się tylko podczas pory godowej.

## Rozmnażanie
Od końca wiosny do końca lata rodzi się kilka miotów po około 10 młodych. Przestają one ssać mleko matki po około miesiącu, ale jeszcze niekiedy rodzina trzyma się ze sobą czasami miesiąc. Jest to jedyny okres, w którym te zwierzęta trzymają się w grupkach.